# Баже-ла-Віль
Баже́-ла-Віль (фр. Bâgé-la-Ville) — колишній муніципалітет у Франції, у регіоні Овернь-Рона-Альпи, департамент Ен. Населення — 3114 осіб (2011).
Муніципалітет був розташований на відстані близько 350 км на південний схід від Парижа, 65 км на північ від Ліона, 25 км на північний захід від Бург-ан-Бресса.

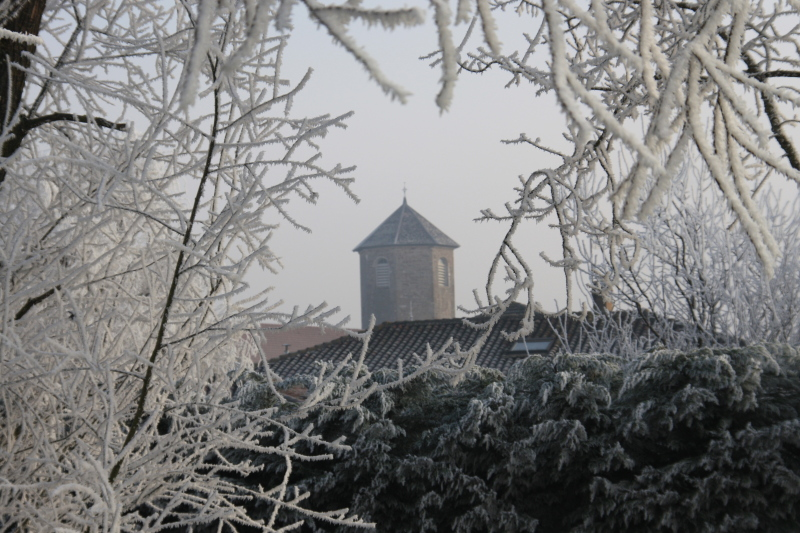

## Історія
До 2015 року муніципалітет перебував у складі регіону Рона-Альпи. Від 1 січня 2016 року належав до нового об'єднаного регіону Овернь-Рона-Альпи.
1-1-2018 Баже-ла-Віль і Доммартен було об'єднано в новий муніципалітет Баже-Доммартен.

## Демографія
Динаміка населення (Cassini ):
Розподіл населення за віком та статтю (2006):
| Стать | Всього | До 15 років | 15-24 | 25-44 | 45-64 | 65-85 | Понад 85 |
| --- | ------ | ----------- | ----- | ----- | ----- | ----- | -------- |
| Чоловіки | 1282   | 280         | 143   | 379   | 342   | 134   | 4        |
| Жінки | 1321   | 336         | 148   | 389   | 298   | 146   | 4        |
| \| Статево-вікова піраміда \| Статево-вікова піраміда \| Статево-вікова піраміда \| \| ----------------------- \| ----------------------- \| ----------------------- \| \| Чоловіки \| Вік \| Жінки \| \| 4 \| 85 + \| 4 \| \| 22 \| 80-84 \| 4 \| \| 39 \| 75-79 \| 56 \| \| 34 \| 70-74 \| 43 \| \| 39 \| 65-69 \| 43 \| \| 60 \| 60-64 \| 26 \| \| 64 \| 55-59 \| 78 \| \| 118 \| 50-54 \| 98 \| \| 100 \| 45-49 \| 96 \| \| 102 \| 40-44 \| 105 \| \| 107 \| 35-39 \| 102 \| \| 95 \| 30-34 \| 119 \| \| 75 \| 25-29 \| 63 \| \| 54 \| 20-24 \| 54 \| \| 89 \| 15-20 \| 94 \| \| 97 \| 10-14 \| 121 \| \| 97 \| 5-9 \| 97 \| \| 86 \| 0-4 \| 118 \| |        |             |       |       |       |       |          |
| Статево-вікова піраміда |        |             |       |       |       |       |          |
| Чоловіки | Вік    | Жінки       |       |       |       |       |          |
| 4 | 85 +   | 4           |       |       |       |       |          |
| 22 | 80-84  | 4           |       |       |       |       |          |
| 39 | 75-79  | 56          |       |       |       |       |          |
| 34 | 70-74  | 43          |       |       |       |       |          |
| 39 | 65-69  | 43          |       |       |       |       |          |
| 60 | 60-64  | 26          |       |       |       |       |          |
| 64 | 55-59  | 78          |       |       |       |       |          |
| 118 | 50-54  | 98          |       |       |       |       |          |
| 100 | 45-49  | 96          |       |       |       |       |          |
| 102 | 40-44  | 105         |       |       |       |       |          |
| 107 | 35-39  | 102         |       |       |       |       |          |
| 95 | 30-34  | 119         |       |       |       |       |          |
| 75 | 25-29  | 63          |       |       |       |       |          |
| 54 | 20-24  | 54          |       |       |       |       |          |
| 89 | 15-20  | 94          |       |       |       |       |          |
| 97 | 10-14  | 121         |       |       |       |       |          |
| 97 | 5-9    | 97          |       |       |       |       |          |
| 86 | 0-4    | 118         |       |       |       |       |          |

## Економіка
2010 року серед 2014 осіб працездатного віку (15—64 років) 1584 були активними, 430 — неактивними (показник активності 78,6%, у 1999 році було 74,2%). З 1584 активних мешканців працювали 1494 особи (810 чоловіків та 684 жінки), безробітними було 90 (38 чоловіків та 52 жінки). Серед 430 неактивних 153 особи були учнями чи студентами, 180 — пенсіонерами, 97 були неактивними з інших причин.

У 2010 році в муніципалітеті числилось 1117 оподаткованих домогосподарств, у яких проживали 3142,5 особи, медіана доходів виносила 18 895 євро на одного особоспоживача